# Syndrome de Wolfram
Pour les articles homonymes, voir Wolfram.
 Mise en garde médicale
Le syndrome de Wolfram, également connu sous son acronyme anglophone DIDMOAD (pour « diabetes insipidus, diabetes mellitus, optic atrophy, and deafness ») est un syndrome rare, appartenant au groupe des maladies dites orphelines, qui associe un diabète de type 1, un diabète insipide, un trouble grave de la vision (atrophie optique) et des troubles neurologiques.

## Historique
La maladie est pour la première fois décrite en 1938 par Wolfram et Wagener en étudiant une fratrie de 4 enfants. Tous présentaient un diabète sucré, un diabète insipide, une atrophie optique, des troubles neurologiques et/ou une perte d’audition.
Depuis la description originale, il y a eu environ 200 cas rapportés. Aux symptômes s'ajoutent diabète insipide, atonie des voies urinaires et anormalités endocrines et neurologiques. Il existe deux types de Syndrome de Wolfram. Ces deux sont différenciés par leur origine génétique. Le type 2 présente en plus des ulcères intestinaux ou stomacaux et une hémophilie. En revanche, ces individus ne développent pas de diabète insipide.

## Caractérisation
Le syndrome de Wolfram est une maladie neurodégénérative dont les principaux symptômes sont un diabète sucré de type 1, un diabète insipide, une surdité neurosensorielle, une atrophie optique bilatérale et des signes neurologiques. D'autres complications peuvent y être associées : une atonie des voies urinaires, une ataxie, une neuropathie périphérique, des troubles psychiatriques ou une épilepsie.

## Causes

### Syndrome de Wolfram type 1
90% des cas de syndrome de Wolfram sont du type 1. Cela est dû à une mutation du gène WFS1. Ce gène est responsable de la production de wolframine. Cette molécule régule le taux de calcium dans les cellules. La mutation du gène WFS1 conduit à la production de wolframine à la fonction altérée ou absente. Cela a pour conséquence la non-régulation des niveaux de calcium cellulaire et donc le dysfonctionnement du réticulum endoplasmique. Cela induit la mort des cellules (apoptose), notamment les cellules bêta du pancréas qui produisent l’insuline. Cela conduit à un diabète sucré de type 1. 

### Syndrome de Wolfram type 2
Le gène CISD2 est mis en défaut dans le syndrome de Wolfram de type 2. Ce gène régule la production de protéines situées sur la membrane externe des mitochondries. La fonction exacte de cette protéine n’est pas connue. Il est supposé qu’elle aide la mitochondrie à fonctionner normalement. La mutation de CISD2 entraîne la production de protéine CISD2 anormalement petite et non-fonctionnelle. Cela cause un dysfonctionnement de la mitochondrie, qui finit par se décomposer. En conséquence, les cellules sont privées d’énergie et meurent. Cela touche en particulier les cellules à hauts besoins énergétiques. Par exemple, les cellules nerveuses cérébrales, oculaires ou gastro-intestinales. L’hémophilie et les ulcères ne sont toujours pas expliqués.
Certains cas de syndrome de Wolfram ne sont à ce jour toujours pas expliqués. Les patients ne présentent pas de mutation des gènes WFS1 ou CISD2. La cause de la maladie est inconnue.

## Transmission
La transmission du syndrome est autosomique récessive. Autrement dit, les deux copies du gène doivent être porteuses de la mutation. Les individus avec une seule copie altérée ne présentent donc pas de syndrome de Wolfram. Il n’existe aucune preuve que les porteurs sains du gène soient plus à risque de développer un diabète de type 1 ou une maladie psychiatrique.
La prévalence est estimée entre 1 cas pour 770 000 individus et 1 cas pour 500 000. Ce syndrome touche aussi bien la population masculine que féminine.

## Traitements
Le traitement de ce syndrome est essentiellement symptomatique. On soigne les symptômes et pas leur cause.